# Wie Meeresküsten …
Wie Meeresküsten … ist ein Gedicht von Friedrich Hölderlin. Es wird meist bei den Entwürfen eingereiht, andererseits aber auch als in sich geschlossenes Werk interpretiert.

## Entstehung und Überlieferung
Hölderlins Niederschrift steht im unteren Drittel der Seite 68 des Homburger Foliohefts und ist in der Zeit von dessen Niederschrift entstanden, zwischen 1802 und 1807. Unmittelbar darüber steht auf Seite 68 der Hymnenentwurf Und mitzufühlen das Leben …. Gedruckt wurde Wie Meeresküsten … zuerst 1916 in Band 4 der von Norbert von Hellingrath und Friedrich Seebaß (1887–1963) begonnenen historisch-kritischen Ausgabe von Hölderlins Werken.

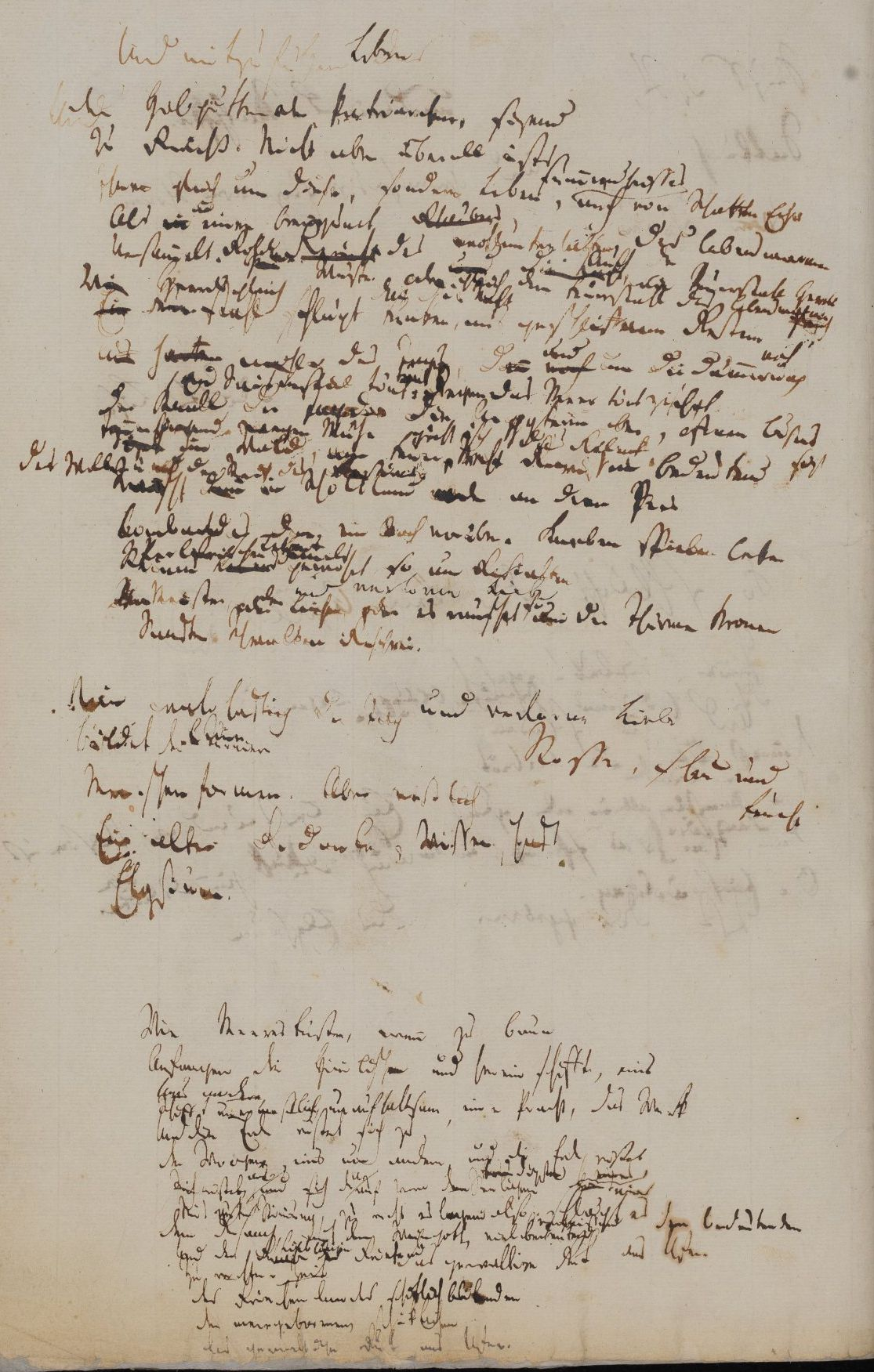
Homburger Folioheft Seite 68

Der Charakter des Homburger Foliohefts mit vollendeten Gedichten, Entwürfen und kleinen Bruchstücken, oft übereinandergeschrieben, macht die Erarbeitung eines von Hölderlin intendierten Textes schwer und im Ergebnis unsicher. In diesem Artikel ist der Text der von Fredrich Beissner, Adolf Beck und Ute Oelmann (* 1949) herausgegebenen historisch-kritischen Stuttgarter Ausgabe wiedergegeben. Er weicht deutlich von der Hellingrath-Seebaßschen Ausgabe ab, ist aber identisch mit der „Leseausgabe“ von Michael Knaupp. Der Text der „Leseausgabe“ von Jochen Schmidt ist orthographisch „modernisiert“, so dass zum Beispiel aus Hölderlins „Woogen“ Wogen werden. Seinen Titel hat dem im Homburger Folioheft unbetitelten Entwurf Friedrich Beissner gegeben. In der historisch-kritischen Frankfurter Ausgabe von Dietrich Sattler wird Wie Meeresküsten … als Teil des Hymnenentwurfs Tinian verstanden.

## Text
0000000000000000Wie Meeresküsten …

0000Wie Meeresküsten, wenn zu baun

0000Anfangen die Himmlischen und herein

0000Schifft unaufhaltsam, eine Pracht, das Werk

0000Der Woogen, eins ums andere, und die Erde

0050Sich rüstet aus, darauf vom Freudigsten eines

0000Mit guter Stimmung, zu recht es legend also schlägt es

0000Dem Gesang, mit dem Weingott, vielverheißend dem bedeutenden

0000Und der Lieblingin

0000Des Griechenlandes

0100Der meergeborenen, schiklich blikenden

0000Das gewaltige Gut ans Ufer.

## Interpretation
Interpretationen haben Friedrich Beissner, Jochen Schmidt, Ludwig Harig, Bernhard Böschenstein, Gerhard Kurz und Anke Bennholdt-Thomsen gemeinsam mit Alfredo Guzzoni gegeben.
Das Gedicht, zu den Entwürfen gezählt, aber doch in sich geschlossen, ist ein Vergleich: „Wie“ (Vers 1) es „Meeresküsten“ geschieht, „also“ (Vers 6) geschieht es dem „Gesang“. „Das Gerüst des Gleichnisses“ hat zuerst Friedrich Beissner erklärt, ihm folgend zum Beispiel Jochen Schmidt: „Wie <den> Meeresküsten <…> also schlägt es | Dem Gesang <…> Das gewaltige Gut ans Ufer.“ „Meeresküsten“ ist Dativ. Das im Vergleich korrespondierende Gegenstück ist „dem Gesang“. Gerhard Kurz betont die Enjambements: „Das Enjambement gibt dem letzten und dem folgenden ersten Wort eine Betonung mit. <…> Die rhythmisierende und rhetorisierende Funktion des Enjambements zeigt besonders das Fragment Wie Meeresküsten …. In einer grandiosen Aufnahme des alten Topos von der Dichtung als Schifffahrt wird das Gelingen des ‚Werk(s)‘ dargestellt: ‚… also schlägt es / Dem Gesang … Das gewaltige Gut ans Ufer.‘ Das Gedicht besteht aus einer einzigen verschachtelten Satzperiode, deren rhythmische Spannung von den Enjambements erzeugt und getragen wird. Alle Zeilen, bis auf die letzte, enden in Enjambements. Die stauenden Pausen der Enjambements <…> bilden die rhythmische Achse des Gedichts.“
Das kunstvolle Gebilde sei dem Anprall einer Meereswoge vergleichbar, findet Ludwig Harig. Aus einer „zerstückelten Grammatik“ – Hölderlins „harter Fügung“ – entbinde sich dichterischer Gesang als „das gewaltige Gut“, das im Spiel der Wogen an die Küste geworfen werde. Hölderlin hat das Meer nur einmal gesehen, zwischen etwa Mitte Januar und Mitte April 1802, als Hauslehrer bei dem Weinhändler und hamburgischen Konsul Daniel Christoph Meyer (1751–1818) in Bordeaux. Harig erinnert an die Spiegelung dieses Erlebnisses in dem Gedicht Andenken: „Dort an der luftigen Spiz’ / An Traubenbergen, wo herab / Die Dordogne kommt, / Und zusammen mit der prächt’gen / Garonne meerbreit / Ausgeht der Strom.“ „Nichts spricht dagegen, daß Hölderlin die Küste des Meeres aufgesucht und, tief beeindruckt vom rhythmischen Spiel des Wellenschlags, diesen Naturvorgang fest im Gedächtnis aufbewahrt hat.“ Hölderlin selbst hat sein Bordeauxer „Gesamterlebis in Einem Satz umrissen: ‚Das gewaltige Element, das Feuer des Himmels und die Stille der Menschen, ihr Leben in der Natur, … hat mich beständig ergriffen, und wie man Helden nachspricht, kann ich wohl sagen, daß mich Apollo geschlagen.‘“
Was geschieht den Meeresküsten im Wenn-Nebensatz, und was für ein gewaltiges Gut wird dem Gesang im also-Hauptsatz ans Ufer geschlagen?
Der – konditionale oder temporale – Wenn-Nebensatz reicht bis „zu recht es legend“ (Vers 6). Böschenstein präzisiert, dass „das Werk / Der Woogen“ Subjekt ist und dass Hereinschiffen transitiv verwendet wird: „Das ‚Werk der Woogen‘ schifft ‚eine Pracht‘, ‚eins ums andere‘, herein, an die Küsten.“ Die „Pracht“ könnten die Produkte des Handels sein, die der Handelsherr hereinschifft. Hölderlin preist ihn in Der Archipelagus – „Siehe! da löste sein Schiff der fernhinsinnende Kaufmann, / Froh, denn es wehet' auch ihm die beflügelnde Luft und die Götter / Liebten so, wie den Dichter, auch ihn“ – und preist seine Waren „Purpur und Wein und Korn und Vließe“. Was, fragen Bennholdt-Thomsen und Guzzoni, „soll aber alsdann das Bauen der Himmlischen, das zudem hier nicht nur als präsentisch, sondern als gerade anhebend eingeführt wird?“ Für sie ist das „Werk / Der Woogen“ vielmehr die Gestaltung der ganzen Erdoberfläche durch das Meer im Sinne des Neptunismus. „Die grundlegende Vorstellung ist also die erdgeschichtliche des Neptunismus, wonach das Urmeer, sich langsam zurückziehend, nach und nach das, was sich auf seinem Boden, durch Sedimantation oder Kristallisation, abgelagert hatte, hinterläßt und so das dadurch entstehende Festland (samt den Inseln) freigibt.“ Dies „Werk“ ist das Bauen (Vers 1) der Himmlischen, wie in der Hymne Der Rhein, wo das Alpengebirge „die göttlichgebaute, / Die Burg der Himmlischen“ heißt und der Vatergott der, „der die Berge gebaut / Und den Pfad der Ströme gezeichnet“. Mittels der Wogen schaffen die Himmlischen alles heran, was zum Bau der Erde benötigt wird, „eins ums andere“, „Mit guter Stimmung, zu recht es legend“, so dass „die Erde / Sich rüstet aus“.
So gewaltiges Gut schlägt „es“ „also“ (Vers 6) dem Gesang ans Ufer. Wer das „es“ ist, bleibt unbestimmt – wahrscheinlich „der Freudigsten eines“ aus der Zeile darüber und damit einer der Götter. Zwei Götter werden dann genannt, beide dem Meer verbunden: der Weingott Dionysos, Sohn des Zeus und der Semele, der als kleines Kind zusammen mit seiner Mutter in einem Holzkasten ins Meer geworfen wurde, und die „Lieblingin / Des Griechenlandes“, die meergeborene Aphrodite. „Mit deren Hilfe <…> führt der oberste Gott <dem Gesang> das gewaltige Gut zu.“ „Sie kommen mit dem ‚gewaltigen Gut‘, das in erfüllten Zeiten dem Gesang zuwächst, um es zu beseelen und harmonisch zu ordnen.“ Das „Gut“ ist alles, was die Wogen geschaffen haben, die gesamte Natur. „Das Poetische im engeren Sinne, die formale Seite von Gestaltung und Durchführung kommt nicht eigens zur Sprache <…>. Der ganze Vergleich zielt auf die Dichtung unter besonderer Berücksichtigung der Weise, wie ihre materielle Komponent herbeigeführt und verarbeitet wird.“ Böschenstein spricht von einer geradezu enzyklopädischen Konzeption des Dichtens und führt die vielen späten Stichworte Hölderlins zu nie geschriebenen Hymnen an, zum Beispiel aus den Ansätzen zu einer Überarbeitung der Hymne Patmos: „Und jetzt / Möcht’ ich die Fahrt der Edelleute nach / Jerusalem, und das Leiden irrend in Canossa, / Und den Heinrich singen.“

Die Interpreten zusammennehmend wäre zu paraphrasieren:

„Wie es den Meeresküsten – wenn die Himmlischen zu bauen anfangen und die Wogen unaufhaltsam eine Pracht ans Ufer schiffen, eins ums andere, wenn so die Erde
sich ausrüstet und eines der Himmlischen mit guter Stimmung alles zurechtlegt – wie es den Meeresküsten so ein gewaltiges Gut ans Ufer schlägt, also schlägt es dem Gesang – unter Mitwirkung des Weingotts und der Lieblingin Griechenlands, der meergeborenen, schicklich blickenden Aphrodite – ein gewaltiges Gut ans Ufer.“

Hölderlin hat daraus ein „Gebilde mächtig an- und wieder abschwellender Silbenschläge, <…> dem Anprall einer Meereswoge vergleichbar“, geformt. Böschenstein fragt, ob Hölderlin nicht nach seinen alkäischen und asklepiadeischen Oden, seinen Elegien und an Pindar angelehnten Hymnen „einen vierten, aus der Antike überlieferten „Gedichttypus“ nachzubilden strebte, nämlich das in sich geschlossene, sich selbst genügende ‚Fragment‘“. Die Antike habe einen solchen Gedichttypus freilich nicht hervorgebracht, nur der ruinösen Überlieferung sei er zu verdenken. Für Harig ist in Wie Meeresküsten … „die Meereswelle, Apotheose alles Griechischen, <…> eigener Gesang geworden.“